# Schadeleben
Schadeleben – dzielnica miasta Seeland w Niemczech, w kraju związkowym Saksonia-Anhalt w powiecie Salzland.
Do 14 lipca 2009 Schadeleben było samodzielną gminą należącą do wspólnoty administracyjnej Seeland.
Schadeleben leży ok. 16 km na północny zachód od Aschersleben. Przez dzielnicę przebiega turystyczna trasa Niemiecki Szlak Alei (niem. Deutsche Alleenstraße).